# USS Alaska (CB-1)
USS Alaska (CB-1) byl americký bitevní křižník třídy Alaska. Rozhodnutí o stavbě bylo zapříčiněno obavami USA z nasazení podobných typů Japonskem k ničení amerických konvojů. Pojmenován byl podle tehdejšího teritoria, později federálního státu Aljaška. USS – označení amerického námořnictva pro svá plavidla (United States Ship). CB – označení pro bitevní křižníky (Large Cruisers, Cruiser Battleship).

## Stavba
Kýl lodě Alaska byl položen v loděnici New York Shipbuilding Corporation v Camdenu ve státě New Jersey 17. prosince 1941 a slavnostně byla loď spuštěna na vodu 14. srpna 1943. Standardní výtlak lodi byl 27 500 t., bojový 34 253 t. Kompletace a dokončení trvalo až do 17. června 1944, kdy byla oficiálně přijata do výzbroje americké amerického námořnictva.

## Pohon a pancéřování
Pohonná jednotka se skládala z osmi kotlů a čtyř vysokotlakých turbín, které dávaly lodi výkon až 150 000 k (101 400 kW). Zásoba 3 619 tun paliva stačila na to, při ekonomické rychlosti 15 uzlů, uplout 12 000 námořních mil. Loď mohla dosáhnout nejvyšší rychlosti více než 31 uzlů. Pancéřování lodi bylo 152–228 mm na bocích. Méně důležité části (např. záď) ještě méně, na dělostřeleckých věžích a můstku od 279–330 mm, a paluba měla 50,8 mm. Pancéřování pod vodou nebylo vícevrstvé, což je oproti bitevním lodím rozdíl. I tak byla pancéřována lépe než na těžký křižník. Stejně jako křižník měla jen jedno kormidlo, což při manévrování způsobovalo menší potíže, hlavně při plné rychlosti.

## Výzbroj
Hlavní výzbroj lodi se skládala ze tří trojhlavňových věží osazených děly ráže 305 mm (12 "/ 50). Sekundární výzbroj určená hlavně k boji s lehčími hladinovými plavidly, jako jsou torpédoborce, lehké křižníky apod. se skládala z dvanácti dvouhlavňových věží s děly ráže 127 mm rozmístěných na dvou na bocích. Dvě byly v ose lodě, jedna vpředu, druhá vzadu, nad dělostřelectvem hlavní ráže. Protileteckou výzbroj zastupovalo 56 kanónů ráže 40 mm, 34 kulometů ráže 20 mm. Za věží a před jediným komínem byly na bocích lodi nainstalovány dva katapulty pro letadla. Alaska mohla nést až čtyři letadla (hydroplány) OS-2U Kingfisher a po roce 1945 Seahawk, nesla však jen dvě až tři.

## Služba

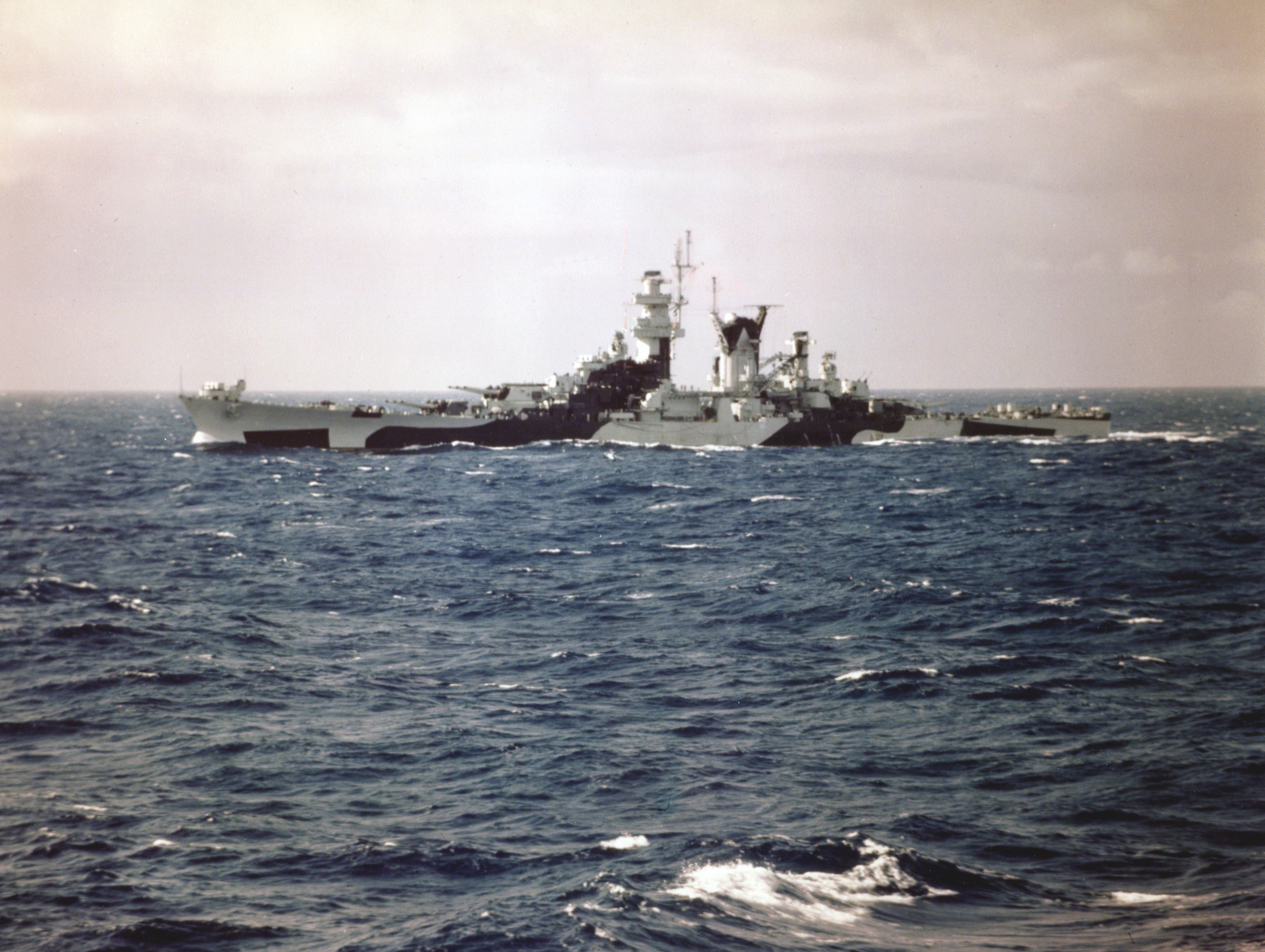
Alaska při zkouškách v srpnu 1944

USS Alaska sloužila s bitevní lodí Missouri v karibské oblasti, kde probíhal výcvik a testy.
Po skončení války Alaska demonstrovala sílu USA ve Žlutém moři, kde navštívila několik přístavů. V prosinci 1945 se vrátila do USA. V 17. února 1947 byla vyřazena z aktivní služby a konzervovaná. 1. června 1960 byla jako nadbytečná prodána do šrotu.